# Роздільна здатність матриці цифрової фотокамери
Розді́льна зда́тність ма́триці цифрово́ї фотока́мери — здатність пристрою передавати дрібні деталі зображення. Фотоматриця застосовується у вигляді спеціалізованої аналогової або цифро-аналогової інтегральної мікросхеми, що складається зі світлочутливих елементів. Вона призначена для перетворення проєктованого на неї оптичного зображення на аналоговий електричний сигнал або на потік цифрових даних (за наявності АЦП безпосередньо у складі матриці).
Говорити про фактичну роздільну здатність одержуваних зображень можна або відносно пристрою виводу — екранів, принтерів тощо, або стосовно сфотографованих предметів, з урахуванням їх перспективних спотворень при зніманні і характеристик об'єктиву. Роздільна здатність зображення в основному визначається джерелом, тобто роздільною здатністю фотоматриці, що в свою чергу залежить від її типу, площі, кількості фоточутливих елементів — пікселів, що створюються на основі декількох елементів світлочутливої матриці сенселей і їх щільності на одиницю поверхні. На моніторі не вдасться показати більше деталей (навіть якщо сам монітор здатний на це), ніж зафіксувала матриця фотокамери.
Роздільність — один з найважливіших параметрів фотоматриці . Вона буває фізичною (оптичною) (англ. Hardware / optical Resolution) і з інтерполяцією (програмна) (англ. Interpolated Resolution). Перша залежить від конструкції пристрою і в ряді випадків може бути змінною. Оптична роздільність (дійсна здатність пікселів реагувати на фотони) — визначається матрицею і шириною її робочої зони, як число ефективних пікселів, які безпосередньо беруть участь в отриманні зображення.
Практично у всіх цифрових фотокамерах (особливо недорогих) існує і другий тип — роздільність з інтерполяцією . Інтерполяція або зведення трьох первинних кольорів у повноцінне зображення, може відбуватися як у самій фотоматриці, так і в цифровому процесорі наступної обробки. І таким чином, роздільність з інтерполяцією визначається тим сукупним пристроєм, який виконує дану операцію.
У ПЗС сенсорах присутнє поєднання всіх трьох сигналів воєдино, яке відбувається не на сенсорі, а в пристрої формування зображення, вже після того, як сигнал перетворений з аналогового на цифровий. У КМОН-сенсорах це поєднання може відбуватися безпосередньо на чипі. Алгоритми навіть простої лінійної інтерполяції враховують значення всіх навколишніх пікселів. Безпосередньо механізм інтерполяції — спосіб знаходження проміжних значень величини за наявним дискретним набором відомих значень. Для ПЗС-матриці, яка складається з дискретних пікселів, інформація однієї ТВ- лінії складається з дискретних значень, відповідних кожному пікселю. Цей метод дає не цифрову інформацію, а швидше дискретну вибірку. Таким чином ПЗС-матриця — це оптичний пристрій дискретизації. Як і у випадку інших пристроїв дискретизації, ми не отримуємо повну інформацію по кожному рядку, лише дискретні значення на позиціях, що відповідають позиціям пікселів. Відновлення безперервного сигналу з окремих його частин відбувається згідно теореми Котельникова (Найквіста) без втрати інформації, якщо частота дискретизації дорівнює, щонайменше, подвійній ширині спектра сигналу. Оскільки інтерполяція є всього лише наближенням, зображення буде дещо втрачати якість всякий раз, коли піддається інтерполяції.
Роздільна здатність матриці цифрової фотокамери, нелінійно залежить від світлочутливості матриці і від дозволеного програмою (оцифрування) рівня шуму.

## Типова специфікація
Приклади позначень, використовувані в каталогах:
| ×            |                                          |                           |                            |  |
| ------------ | ---------------------------------------- | ------------------------- | -------------------------- |  |
| Image sensor | Пристрій обробки зображень               | System                    | Interlace CCD              |  |
|              | Розмір діагоналі у мм (Відіконові дюйми) | Size                      | Diagonal 6mm (Type 1/1.3") |  |
|              | Розмір матриці                           | Chip size                 | 5.59mm(H) x 4.68mm(V)      |  |
|              | Сумарна кількість пікселів               | Number of Total Pixel     | Approximate 0.47M          |  |
|              | Усього пікселів                          | Total Pixel               | 795(H) x 596(V)            |  |
|              |                                          |                           |                            |  |
| Optical Part | Сумарна кількість ефективних пікселів    | Number of Effective Pixel | Approximate 0.44M          |  |
|              | Усього ефективних пікселів               | Effective Pixel           | 752(H) x 582(V)            |  |
|              |                                          |                           |                            |  |

Діагоналі матриці 1 '' , 1/3 '' тощо, прийнято вимірювати в відіконових дюймах. Ця одиниця вимірювання дорівнює 2/3 звичайного дюйма.
Роздільність аналогових і цифрових фотоматриць може бути описаний по-різному.
Роздільність в пікселях (англ. Pixel resolution) визначається числом ефективних пікселів (effective pixels) матриці.
Роздільність в TV lines (ТВЛ). Розрізняють роздільну можливість по горизонталі (TVLH) і вертикалі (TVLV).
Просторова роздільність (англ. Spatial resolution). Кількість ліній на міліметр — lpm (англ. lines per millimeter) або пікселів на дюйм — ppi (англ. pixels per inch).
Спектральна роздільність (англ. Spectral resolution) — спектральна ширина електромагнітного випромінювання у видимій і ближній зоні інфрачервоної області.
Тимчасова роздільність (англ. Temporal resolution) — міра швидкості оновлення кадрів за секунду (frames / s) (англ. frames per second).
Радіометрична роздільність (англ. Radiometric resolution). Виражається одиницею біт на піксель — bpp (англ. bits per pixel).

## Розділення в пікселях
Роздільна здатність матриці цифрової фотокамери — можливість фотосенсорів, спостерігати або вимірювати найменший об'єкт, з явно чіткими межами.
Існує різниця між розділенням і пікселем, піксель насправді є одиницею цифрового зображення. Оскільки матриця складається з дискретних пікселів, тому інформація однієї ТВ-лінії, складається з дискретних значень, відповідних кожному пікселю. Цей метод дає не цифрову інформацію, а швидше дискретну вибірку. Таким чином матриця — це оптичний пристрій дискретизації. Роздільна здатність, що дається матрицею, залежить від числа пікселів і роздільної здатності об'єктиву.
У технічних характеристиках цифрових камер, зазвичай вказується число дійсних (ефективних) мегапікселів (Number of Effective Pixel), тобто загальна кількість пікселів, фактично використовуваних для реєстрації зображення, а не загальне число номінальних мегапікселів, що фіксуються давачем зображення.
Термін «Розділення» в області цифрових зображень, часто визначається як «pixel», хоча американські, японські і міжнародні стандарти визначають, що він не повинен використовуватися так, принаймні, в області цифрових камер.

### Розділення в матриці «Width x Height» (Pixels)
Зображення з N пікселів у висоту на M пікселів у ширину, може мати будь-яке розділення менше, ніж N ліній по висоті зображення, або N TV ліній. Коли кількістю пікселів визначають розділення, то їх описують з набором двох позитивних цілих чисел, де перша цифра є числом піксельних стовпців (ширина), а друга є числом піксельних рядків (висота), наприклад, у вигляді 7680 x 6876.

### Загальна кількість пікселів (Mpix)
Інший популярний термін «Number of Total Pixel» визначає розділення, як загальну кількість пікселів у зображенні, він подається як кількість мегапікселів, яку може бути обчислено шляхом множення колонки пікселів на пікселі рядків і ділення на один мільйон.

### Число ефективних пікселів (Effective pixels)
Жодна з вищевказаних піксельних резолюцій не є істинною резолюцією, але вони широко згадуються в такій якості і служать верхньою межею розділення зображення.
Згідно з тими ж стандартами, саме число ефективних пікселів (Number of Effective Pixel) вказує на фактичний дозвіл матриці, оскільки саме вони вносять вклад в остаточне зображення, на відміну від сумарної кількості пікселів, які крім того містять у собі невикористовувані, «биті» або світлозахищені пікселі по краях.
Дозвіл матриць залежить від їх типу, площі і щільності світлочутливих елементів на одиницю поверхні. Він нелінійно залежить і від світлочутливості матриці, і від заданого програмою рівня шуму. Деякі фірми — виробники цифрових фотоапаратів з рекламною метою, намагаються повернути матрицю під кутом в 45 °, досягаючи певного формального підвищення дозволу за фотографування найпростіших горизонтально-вертикальних мір. Але якщо, використовувати професійну міру, або хоча б повернути просту міру під тим же кутом, стає очевидним, що підвищення дозволу — фіктивне.
Нижче наведено приклад того, як одне і те ж зображення може відбиватися при різних дозволах в пікселях.

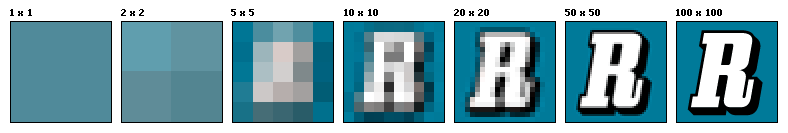

Зображення, яке становить 2048 пікселів в ширину і 1536 пікселів у висоту, має в цілому 2048 х 1536 = 3145728 пікселів або 3,1 мегапікселя. Можна посилатися на нього як 2048 по 1536 або 3,1 — мегапіксельне зображення.
На жаль, кількість пікселів не є реальним показником дозволу цифрової фотокамери, — якщо це не триматрична система 3CCD, а у звичайній CCD системі давачі кольорового зображення, як правило, побудовані на альтернативних кольорових фільтрах, де кожен піксель матриці відповідає тільки за один колір, який більш світочутливий до певного кольору. Цифрові зображення, в кінцевому рахунку, вимагають, як один з варіантів, червоного, зеленого і синього значень для кожного пікселя, яке буде відображатися надалі, але один піксель в фотосенсорі буде поставляти тільки один з цих трьох кольорів інформації. У підсумку колірної інтерполяції, виходить повнокольорова картина на одній матриці, де кожна точка вже має всі три необхідні колірні складники.
Однак, дійсний дозвіл одержуваного зображення (тобто ступінь розрізнюваності деталей), крім піксельного дозволу сенсора, залежить від оптичного дозволу об'єктиву і пристрою сенсора.

## Роздільність в TV lines (ТВЛ)
Дозвіл в «Television lines» (ТВЛ) — здатність пристрою передавати максимальну кількість деталей зображення на сітці дозволів. Для двовимірних пристроїв таких як ПЗС-матриця, розрізняють роздільну можливість по горизонталі і вертикалі.

### Вертикальний дозвіл TV lines.
Вертикальна роздільна здатність визначається числом вертикальних елементів, які можна фіксувати камерою і відтворити на екрані монітора. У системі CCIR — 625 ліній, в EIA — 525 ліній. Беручи до уваги тривалість кадрової (вертикальної) синхронізації і імпульсів вирівнювання, невидимі рядки і тощо, число активних рядків знижується в CCIR до 575, а в EIA до 475. За обчислення «реальної» вертикальної роздільності, слід застосовувати поправочний коефіцієнт, що дорівнює 0,7. Він відомий як коефіцієнт Келла (або Келл -фактор Kell factor) і є загальноприйнятим способом апроксимації реальної роздільності. Це означає, що 575 слід скорегувати (помножити) на 0.7, щоб отримати практичну межу вертикальної роздільності для PAL, яка дорівнює приблизно 400 ТВ-лініях рядків. Для NTSC, відповідно виходить приблизно 330 ТВ-ліній (рядків) вертикальної роздільності.

### Горизонтальна роздільність TV lines.
Роздільна здатність по горизонталі (горизонтальна роздільність) визначається числом горизонтальних елементів, які можна зафіксувати камерою і відтворити на екрані монітора або скільки вертикальних ліній можна підрахувати . Оскільки співвідношення сторін в телебаченні стандартної чіткості становить 4:3, де ширина більше висоти, то, щоби зберегти природні пропорції зображень, враховують тільки вертикальні лінії по ширині, еквівалентні висоті, тобто 3 / 4 від ширини. Для камери з 570 ТВ-лініями горизонтальної роздільності, максимум відповідає приблизно в 570x4 / 3 = 760 ліній по ширині екрану.
Якщо в документації вказано лише роздільну здатність, то це треба розуміти, як роздільну здатність по горизонталі (Наприклад: 960H).
Багато виробників воліють спиратися на результати власних несертифікованих тестів, в яких застосовуються спеціальні штрихові міри. Джерела похибок таких тестів пов'язані із застосуванням нестандартних мір, з неточним їх позиціонуванням і з похибкою визначення дозволених штрихів. Ніколи не буває так, щоби, скажімо, 380 ліній розрізнити було можна, а 390 вже не можна. За збільшення числа ліній контраст падає плавно, і правильніше було-б говорити про граничне число ліній, при спостереженні яких контраст знижується до певного заданого рівня. При цьому важливо те, як розміщуються штрихи в кадрі (радіально або тангенціально) і в якій частині кадру вони знаходяться (у центрі або з краю). Проте реальні методики визначення роздільної здатності виробниками камер, залишаються для споживачів невідомими.

## Просторова роздільна здатність
Просторова роздільна здатність — величина, що характеризує розмір найменших об'єктів, помітних на зображенні. А це залежить від властивостей системи, що створює зображення, а не тільки від кількості пікселів на дюйм — ppi (англ. pixels per inch).

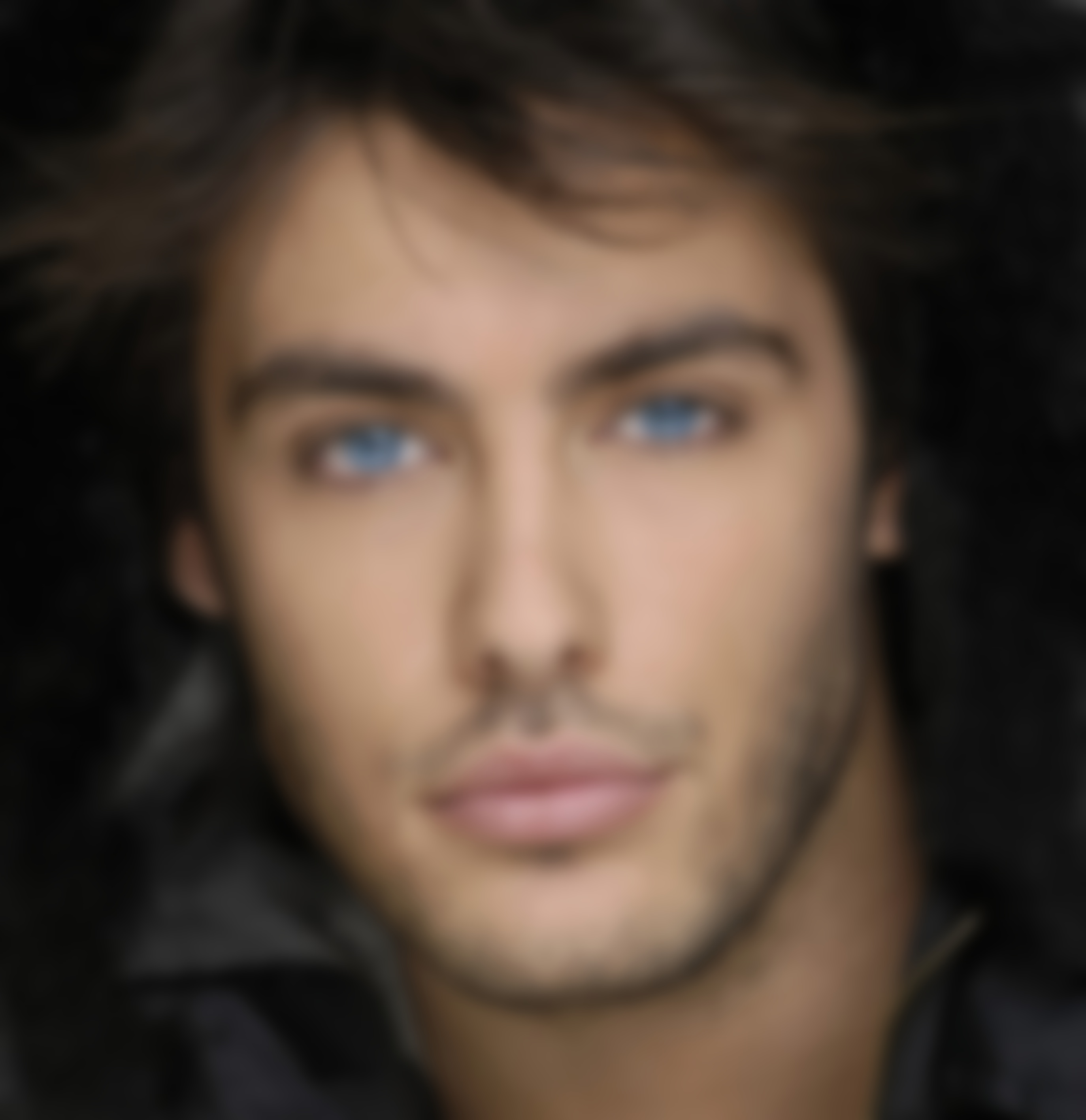
(Високий дозвіл в pixel)
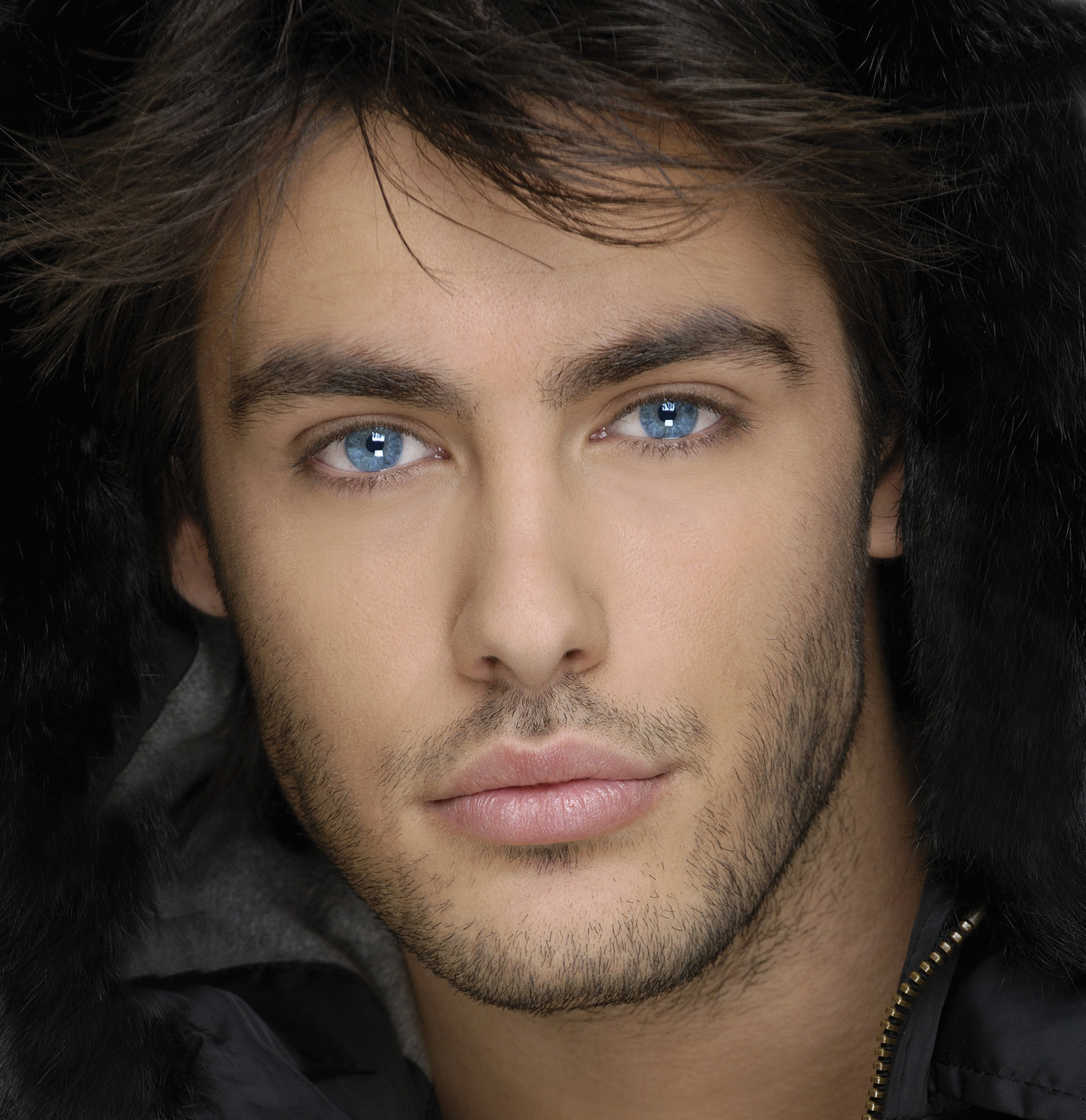
(Низький дозвіл в pixel).)

Зображення ліворуч має більш високу кількість пікселів, ніж праворуч, але при цьому гірше в просторовому вирішенні.
Фотоматриця оцифровує (розділяє на шматочки — «пікселі») те зображення, яке формується об'єктивом фотоапарата. Але, якщо об'єктив передає в недостатньо високій роздільній здатності дві світлі крапки об'єкта, розділені третьою чорною, як одною крапкою, що світиться на три підряд розташованих пікселя, то говорити про точну роздільність зображення не доводиться.
У сучасних цифрових фотоматрицях, роздільна здатність визначається кількістю пікселів на дюйм — ppi (англ. pixels per inch), при цьому розмір пікселя міняється у різних фотоматрицях в межах від 0,0025 мм до 0,0080 мм, а у більшості сучасних фотоматриць він дорівнює 0,006 мм.
Деякі розробники відеокамер, ПЗЗ і КМОН-матриць, вважають роздільність системи (у лініях) рівною кількості зчитуваних з матриці пікселів, поділеній на 1,5 . Оскільки за оцінки роздільної здатності об'єктиву враховується вимір в парах чорної і білої ліній міри Фуко на мм (що визначають не одиночний пік, а просторову частоту), то коефіцієнт перерахунку роздільності матриці в пари ліній вимагає поправочного коефіцієнта 3,0.
Необхідно враховувати, що критерій Найквіста — Котельникова діє тільки в тому випадку, якщо спектр вхідного сигналу обмежений максимальною синусоїдальною частотою, рівною або більшою від подвоєної верхньої частоти спектра. Крім того функція фінітними, де для відновлення сигналу потрібно використовувати ідеальний фільтр низьких частот. При оцифруванні зображень не дотримується жодна з умов.
| Матриця                             | Розмір матриці, мм | Роздільність, пикселів | Динамічно стійка роздільність, пар ліній / мм | Динамічно нестійка роздільність, пар ліній / мм |
| ----------------------------------- | ------------------ | ---------------------- | --------------------------------------------- | ----------------------------------------------- |
| Sony® ICX-413AQ CCD, 1,8"           | 23,55x15,72        | 3020 x 2016            | 43                                            | 64                                              |
| Sony® ICX-412AQ CCD, 1/1,8"         | 7,08 x 5,31        | 2048 x 1536            | 96                                            | 144                                             |
| Sony® ICX-674 Interline CCD, 2/3"   | 8,8 x 6,6          | 1940 x 1460            | 74                                            | 110                                             |
| Sony® ICX-285AL Interline CCD, 2/3" | 8,77 x 6,6         | 1360 x 1024            | 52                                            | 78                                              |
| Sony® ICX-205AK CCD, 1/2"           | 6,32 x 4,76        | 1360 x 1024            | 72                                            | 108                                             |
| Sony® ICX-639BKA CCD, 1/3"          | 5,59 × 4,68        | 795 × 596              | 47                                            | 71                                              |

## Спектральна роздільність
Спектральна роздільність (спектральна ширина) електромагнітного випромінювання — здатність розрізняти близькі за частотою (довжині хвилі) сигнали. Багатозональна зйомка зображення в різних ділянках електромагнітного спектра (наприклад інфрачервоній і видимій області), має більш високу спектральну роздільність, ніж звичайне кольорове зображення. Спектральна роздільність актуальна для зйомки з інфрачервоним підсвічуванням в режимі «Day & Night», від видимого спектра (790 ТГц/380 нм — 405 ТГц/740 нм), до так званої ближньої області інфрачервоного випромінювання (405ТГц/740нм — 215ТГц/1400нм), що застосовується для систем відеофіксації.

## Часова роздільність
Часова роздільність— це міра швидкості оновлення кадрів за секунду frames per second (frames/s).
«Movie camera» і «high-speed camera» можуть фіксувати події в різних часових інтервалах. Часова роздільність використовується для перегляду фільмів, як правило, від 24 до 48 кадрів за секунду, тоді як високошвидкісні камери можуть забезпечити від 50 до 300 кадрів на секунду (frames / s), і навіть більше цього значення.

Digital camera (Bayer Color filter array)
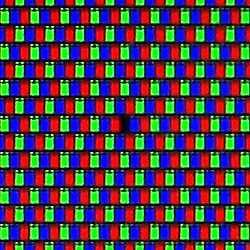
LCD (Треугольная геометрия пикселей)
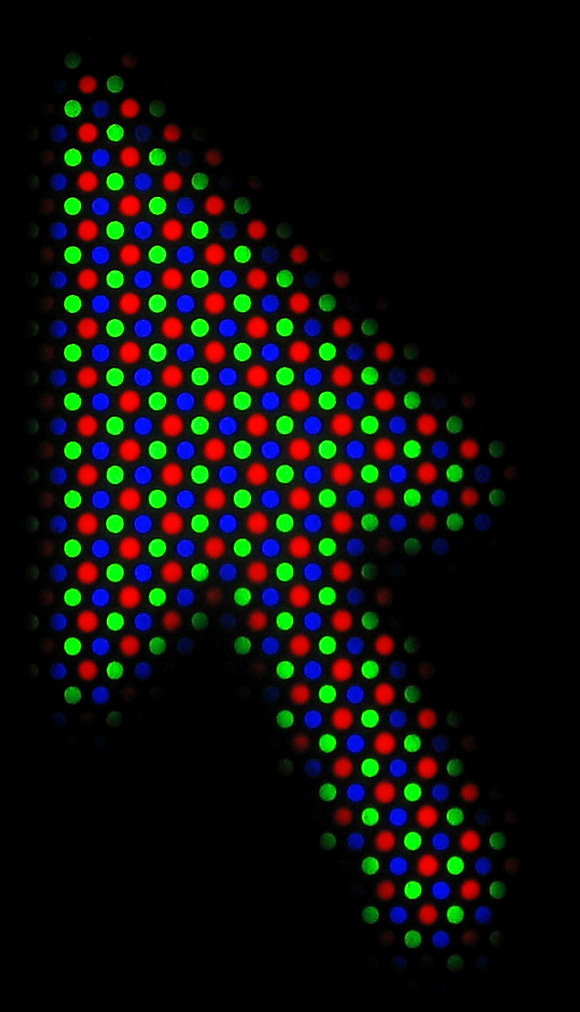
CRT (Теневая решётка)

## Радіометрична роздільність
Радіометрична роздільність (бітова глибина кольору, якість передачі кольору, бітність зображення) — термін, що означає обсяг пам'яті в кількості біт, що використовуються для зберігання і представлення кольору при кодуванні одного пікселя відеозображення. Визначає, наскільки тонко система може представляти або відрізняти відмінності інтенсивності кольору, і, як правило, виражається у вигляді рівнів або бітів, наприклад 8 біт або 256 рівнів (8-бітний колір, 28 = 256 кольорів).
Розрядність, або глибина кольоровості, визначає, скільки унікальних відтінків кольору доступні у палітрі зображення в термінах кількості довічних 0 і 1, або «біт», використовуваних для визначення кожного кольору. Це не означає, що зображення обов'язково використовує всі ці кольори, а скоріше говорить про те, що кольори можуть бути описані за певним рівнем точності. Для чорно-білого зображення розрядність визначає кількість доступних відтінків сірого. Зображення з високою розрядністю можуть використовувати більше градацій сірого або відтінків кольору, оскільки можливе більше число комбінацій 0 і 1.
Часто виражається одиницею біт на піксель — bpp (англ. bits per pixel).
Фотосенсори, застосовувані в цифрових камерах:
| Ширина (px)       | Висота (px) | Співвідношення сторін | Фактична кількість пікселів | Мегапікселі | Приклади камер |
| ----------------- | ----------- | --------------------- | --------------------------- | ----------- | --- |
| 100               | 100         | 1:1                   | 10,000                      | 0.01        | Kodak (by Steven Sasson) Prototype (1975) |
| 640               | 480         | 4:3 aspect ratio      | 307,200                     | 0.3         | Apple QuickTake 100 (1994) |
| 832               | 608         | 4:3 aspect ratio      | 505,856                     | 0.5         | Canon Powershot 600 (1996) |
| 1,024             | 768         | 4:3 aspect ratio      | 786,432                     | 0.8         | Olympus D-300L (1996) |
| 1024              | 1024        | 1:1                   | 1,048,576                   | 1.0         | Nikon NASA F4 (1991) |
| 1,280             | 960         | 4:3 aspect ratio      | 1,228,800                   | 1.3         | Fujifilm DS-300 (1997) |
| 1,280             | 1,024       | 5:4                   | 1,310,720                   | 1.3         | Fujifilm MX-700, Fujifilm MX-1700 (1999), Leica Digilux (1998), Leica Digilux Zoom (2000) |
| 1,600             | 1,200       | 4:3 aspect ratio      | 1,920,000                   | 2           | Nikon Coolpix 950, Samsung GT-S3500 |
| 2,012             | 1,324       | 3:2 aspect ratio      | 2,663,888                   | 2.74        | Nikon D1 |
| 2,048             | 1,536       | 4:3 aspect ratio      | 3,145,728                   | 3           | Canon PowerShot A75, Nikon Coolpix 995 |
| 2,272             | 1,704       | 4:3 aspect ratio      | 3,871,488                   | 4           | Olympus Stylus 410, Contax i4R (although CCD is actually square 2,272×2,272) |
| 2,464             | 1,648       | 3:2 aspect ratio      | 4,060,672                   | 4.1         | Canon 1D |
| 2,560             | 1,920       | 4:3 aspect ratio      | 4,915,200                   | 5           | Olympus E-1, Sony Cyber-shot DSC-F707, Sony Cyber-shot DSC-F717 |
| 2,816             | 2,112       | 4:3 aspect ratio      | 5,947,392                   | 5.9         | Olympus Stylus 600 Digital |
| 3,008             | 2,000       | 3:2 aspect ratio      | 6,016,000                   | 6           | D100,Nikon D40, D50, D70, D70s, Pentax K100D, Konica Minolta Maxxum 7D, Konica Minolta Maxxum 5D, Epson R-D1                                                                                                   |
| 3,072             | 2,048       | 3:2 aspect ratio      | 6,291,456                   | 6.3         | Canon EOS 10D, Canon EOS 300D |
| 3,072             | 2,304       | 4:3 aspect ratio      | 7,077,888                   | 7           | Olympus FE-210, Canon PowerShot A620 |
| 3,456             | 2,304       | 3:2 aspect ratio      | 7,962,624                   | 8           | Canon EOS 350D |
| 3,264             | 2,448       | 4:3 aspect ratio      | 7,990,272                   | 8           | Olympus E-500, Olympus SP-350, Canon PowerShot A720 IS, Nokia 701, HTC Desire HD, Apple iPhone 4S |
| 3,504             | 2,336       | 3:2 aspect ratio      | 8,185,344                   | 8.2         | Canon EOS 30D, Canon EOS-1D Mark II, Canon EOS-1D Mark II N |
| 3,520             | 2,344       | 3:2 aspect ratio      | 8,250,880                   | 8.25        | Canon EOS 20D |
| 3,648             | 2,736       | 4:3 aspect ratio      | 9,980,928                   | 10          | Canon PowerShot G11, Canon PowerShot G12, Canon PowerShot S90, Canon PowerShot S95, Nikon CoolPix P7000, Nikon CoolPix P7100, Olympus E-410, Olympus E-510, Panasonic FZ50, Fujifilm FinePix HS10, Samsung EX1 |
| 3,872             | 2,592       | 3:2 aspect ratio      | 10,036,224                  | 10          | Nikon D40x, Nikon D60, Nikon D3000, Nikon D200, Nikon D80, Pentax K10D, Pentax K200D, Sony Alpha A100 |
| 3,888             | 2,592       | 3:2 aspect ratio      | 10,077,696                  | 10.1        | Canon EOS 40D, Canon EOS 400D, Canon EOS 1000D |
| 4,064             | 2,704       | 3:2 aspect ratio      | 10,989,056                  | 11          | Canon EOS-1Ds |
| 4,000             | 3,000       | 4:3 aspect ratio      | 12,000,000                  | 12          | Canon Powershot G9, Fujifilm FinePix S200EXR, Nikon Coolpix L110, Kodak Easyshare Max Z990 |
| 4,256             | 2,832       | 3:2 aspect ratio      | 12,052,992                  | 12.1        | Nikon D3, Nikon D3S, Nikon D700, Fujifilm FinePix S5 Pro |
| 4,272             | 2,848       | 3:2 aspect ratio      | 12,166,656                  | 12.2        | Canon EOS 450D |
| 4,032             | 3,024       | 4:3 aspect ratio      | 12,192,768                  | 12.2        | Olympus PEN E-P1 |
| 4,288             | 2,848       | 3:2 aspect ratio      | 12,212,224                  | 12.2        | Nikon D2Xs/D2X, Nikon D300, Nikon D300S, Nikon D90, Nikon D5000, Pentax K-x |
| 4,900             | 2,580       | 16:9 aspect ratio     | 12,642,000                  | 12.6        | RED ONE Mysterium |
| 4,368             | 2,912       | 3:2 aspect ratio      | 12,719,616                  | 12.7        | Canon EOS 5D |
| 5,120             | 2,700       | 16:9 aspect ratio     | 13,824,000                  | 13.8        | RED Mysterium-X |
| 7,920 (2,640 × 3) | 1,760       | 3:2 aspect ratio      | 13,939,200                  | 13.9        | Sigma SD14, Sigma DP1 (3 layers of pixels, 4.7 MP per layer, in Foveon X3 sensor) |
| 4,672             | 3,104       | 3:2 aspect ratio      | 14,501,888                  | 14.5        | Pentax K20D, Pentax K-7 |
| 4,752             | 3,168       | 3:2 aspect ratio      | 15,054,336                  | 15.1        | Canon EOS 50D, Canon EOS 500D, Sigma SD1 |
| 4,896             | 3,264       | 3:2 aspect ratio      | 15,980,544                  | 16.0        | Fujifilm X-Pro1, Fujifilm X-E1 (X-Trans sensor has a different pattern to a Bayer sensor) |
| 4,928             | 3,262       | 3:2 aspect ratio      | 16,075,136                  | 16.1        | Nikon D7000, Nikon D5100, Pentax K-5 |
| 4,992             | 3,328       | 3:2 aspect ratio      | 16,613,376                  | 16.6        | Canon EOS-1Ds Mark II, Canon EOS-1D Mark IV |
| 5,184             | 3,456       | 3:2 aspect ratio      | 17,915,904                  | 17.9        | Canon EOS 7D, Canon EOS 60D, Canon EOS 600D, Canon EOS 550D, Canon EOS 650D, Canon EOS 700D |
| 5,270             | 3,516       | 3:2 aspect ratio      | 18,529,320                  | 18.5        | Leica M9 |
| 5,616             | 3,744       | 3:2 aspect ratio      | 21,026,304                  | 21.0        | Canon EOS-1Ds Mark III, Canon EOS-5D Mark II |
| 6,048             | 4,032       | 3:2 aspect ratio      | 24,385,536                  | 24.4        | Sony α 850, Sony α 900, Sony Alpha 99, Nikon D3X and Nikon D600 |
| 7,360             | 4,912       | 3:2 aspect ratio      | 36,152,320                  | 36.2        | Nikon D800 |
| 7,500             | 5,000       | 3:2 aspect ratio      | 37,500,000                  | 37.5        | Leica S2 |
| 7,212             | 5,142       | 4:3 aspect ratio      | 39,031,344                  | 39.0        | Hasselblad H3DII-39 |
| 7,216             | 5,412       | 4:3 aspect ratio      | 39,052,992                  | 39.1        | Leica RCD100 |
| 7,264             | 5,440       | 4:3 aspect ratio      | 39,516,160                  | 39.5        | Pentax 645D |
| 7,320             | 5,484       | 4:3 aspect ratio      | 40,142,880                  | 40.1        | Phase One IQ140 |
| 7,728             | 5,368       | ~ 10:7                | 41,483,904                  | 41.5        | Nokia 808 PureView |
| 8,176             | 6,132       | 4:3 aspect ratio      | 50,135,232                  | 50.1        | Hasselblad H3DII-50, Hasselblad H4D-50 |
| 11,250            | 5,000       | 9:4                   | 56,250,000                  | 56.3        | Better Light 4000E-HS (scanned) |
| 8,956             | 6,708       | 4:3 aspect ratio      | 60,076,848                  | 60.1        | Hasselblad H4D-60 |
| 8,984             | 6,732       | 4:3 aspect ratio      | 60,480,288                  | 60.5        | Phase One IQ160, Phase One P65+ |
| 10,320            | 7,752       | 4:3 aspect ratio      | 80,000,640                  | 80          | Leaf Aptus-II 12, Leaf Aptus-II 12R |
| 10,328            | 7,760       | 4:3 aspect ratio      | 80,145,280                  | 80.1        | Phase One IQ180 |
| 9,372             | 9,372       | 1:1                   | 87,834,384                  | 87.8        | Leica RC30 (point scanner) |
| 12,600            | 10,500      | 6:5                   | 132,300,000                 | 132.3       | Phase One PowerPhase FX/FX+ (line scanner) |
| 18,000            | 8,000       | 9:4                   | 144,000,000                 | 144         | Better Light 6000-HS/6000E-HS (line scanner) |
| 21,250            | 7,500       | 17:6                  | 159,375,000                 | 159.4       | Seitz 6x17 Digital (line scanner) |
| 16,352*           | 12,264*     | 4:3 aspect ratio      | 200,540,928                 | 200.5       | Hasselblad H4D-200MS (*actuated multi (6x) shot) |
| 18,000            | 12,000      | 4:3 aspect ratio      | 216,000,000                 | 216         | Better Light Super 6K-HS (line scanner) |
| 24,000            | 15,990      | ~                     | 383,760,000                 | 383.8       | Better Light Super 8K-HS (line scanner) |
| 30,600            | 13,600      | 9:4                   | 416,160,000                 | 416.2       | Better Light Super 10K-HS (line scanner) |
| 62,830            | 7,500       | ~ 25:3                | 471,225,000                 | 471.2       | Seitz Roundshot D3 (80 mm lens) (scanned) |
| 62,830            | 13,500      | ~ 5:1                 | 848,205,000                 | 848.2       | Seitz Roundshot D3 (110 mm lens) (line scanner) |
| 38,000            | 38,000      | 1:1                   | 1,444,000,000               | 1,444       | Pan-STARRS PS1 |
| 157,000           | 18,000      | ~ 26:3                | 2,826,000,000               | 2,826       | Better Light 300 mm lens Digital (line scanner) |